# IEEE 802.15
IEEE 802.15는 무선 개인 통신망(WPAN) 표준을 규정하는 전기 전자 기술자 협회(IEEE) IEEE 802 표준 위원회의 워킹그룹이다. 일곱 가지 태스크 그룹을 포함한다.
- 태스크 그룹 1: WPAN/블루투스
- 태스크 그룹 2: 공존(Coexsistence)
- 태스크 그룹 3: 고속 WPAN
- 태스크 그룹 4: 저속 WPAN
- 태스크 그룹 5: 메쉬 네트워킹
- 태스크 그룹 6: 보디 에어리어 네트워크
- 태스크 그룹 7: 가시광선 통신